# Keplerstraße 10

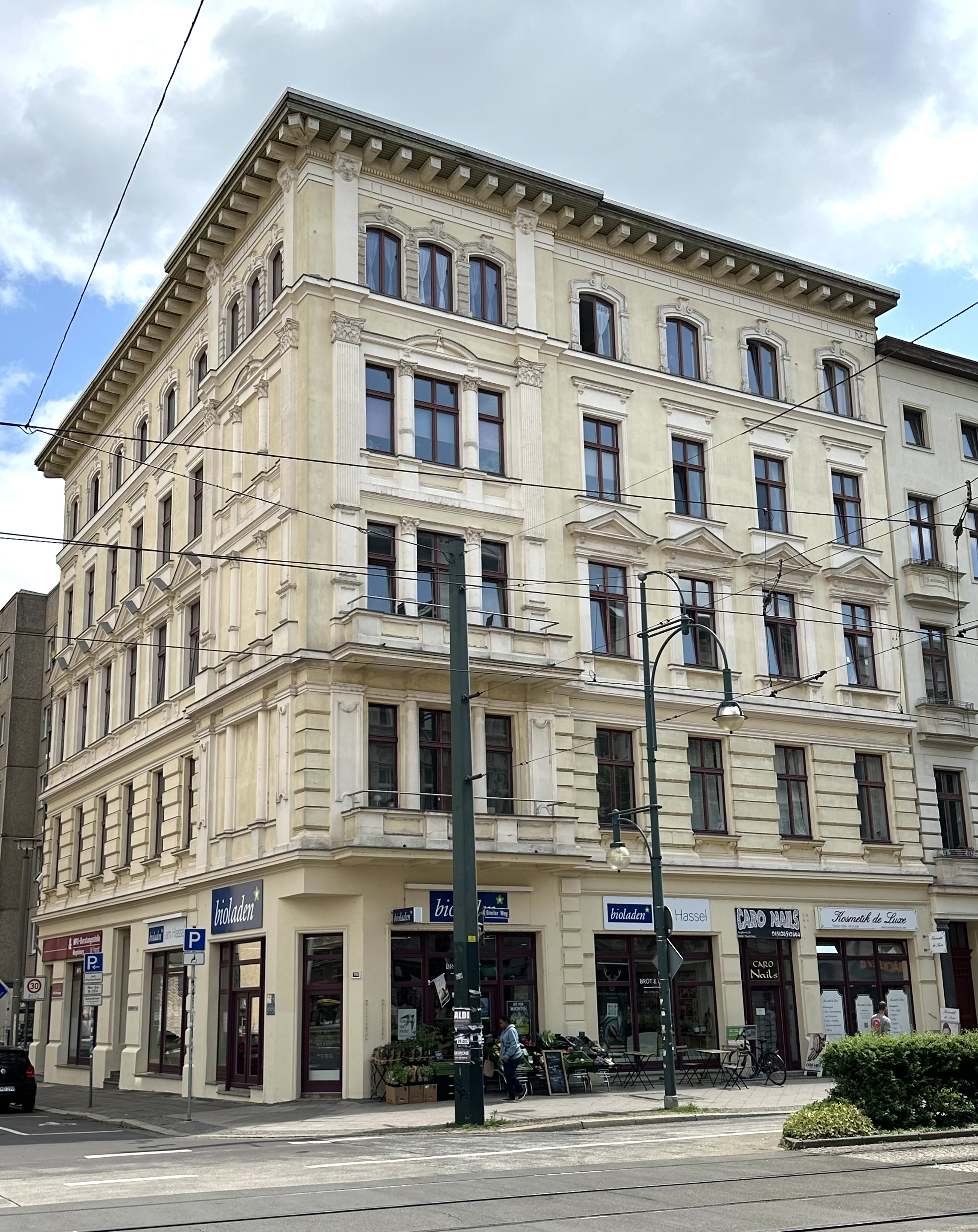
Haus Keplerstraße 10 im Jahr 2025

Keplerstraße 10 ist ein denkmalgeschütztes Wohnhaus in Magdeburg in Sachsen-Anhalt. 

## Lage
Das Gebäude befindet sich in der Magdeburger Altstadt auf der Südseite der auch als Denkmalbereich ausgewiesenen Keplerstraße, in einer Ecklage zum Breiten Weg, auf dessen Ostseite. Südlich grenzt das gleichfalls denkmalgeschützte Haus Breiter Weg 256 an.

## Geschichte
Das Haus wurde 1881/1882 auf der Parzelle D des Blocks 33 des Stadterweiterungsgebiets von Maurermeister Alb. Bernhard errichtet. 1889 gehörte das Haus dem Kaufmann F. Severin, 1910 und 1925 dem Kaufmann Hermann Römer, 1938 und 1940 dann der Witwe E. Römer. Während des Zweiten Weltkriegs brannten die beiden oberen Geschosse des Hauses aus. Im Zuge der Instandsetzung wurden diese beiden oberen Geschosse dann zunächst entfernt. In den 1990er Jahren wurden die beiden Etagen jedoch wieder aufgestockt. Andere Angaben nennen nur eine verlorengegangene und wiedererrichtete Etage.

## Architektur
Die Fassaden des fünfgeschossigen Gebäudes sind im Stil der Neorenaissance gestaltet. Am ersten Obergeschoss bestehen Putzbandrustika. Im vierten, erst in den 1990er Jahren wiedererrichteten Obergeschoss, sind die Fensteröffnungen als Segmentbögen ausgeführt. Die Ecksituation wird von einem jeweils dreiachsigen Eckrisaliten betont. Zum Breiten Weg hin sind die Fenster des Risaliten als dreiteilige Fenstergruppen gestaltet. Vor dem ersten und zweiten Obergeschoss bestehen am Risaliten zum Breiten Weg hin schlichte Balkone. Bedeckt ist das Gebäude von einem Flachdach.
Im Denkmalverzeichnis des Landes Sachsen-Anhalt ist das Wohnhaus unter der Erfassungsnummer 094 16691 als Baudenkmal verzeichnet.
Das Gebäude gilt aufgrund seine Lage als städtebaulich besonders bedeutend.